# Liste des ambassadeurs de Belgique en France

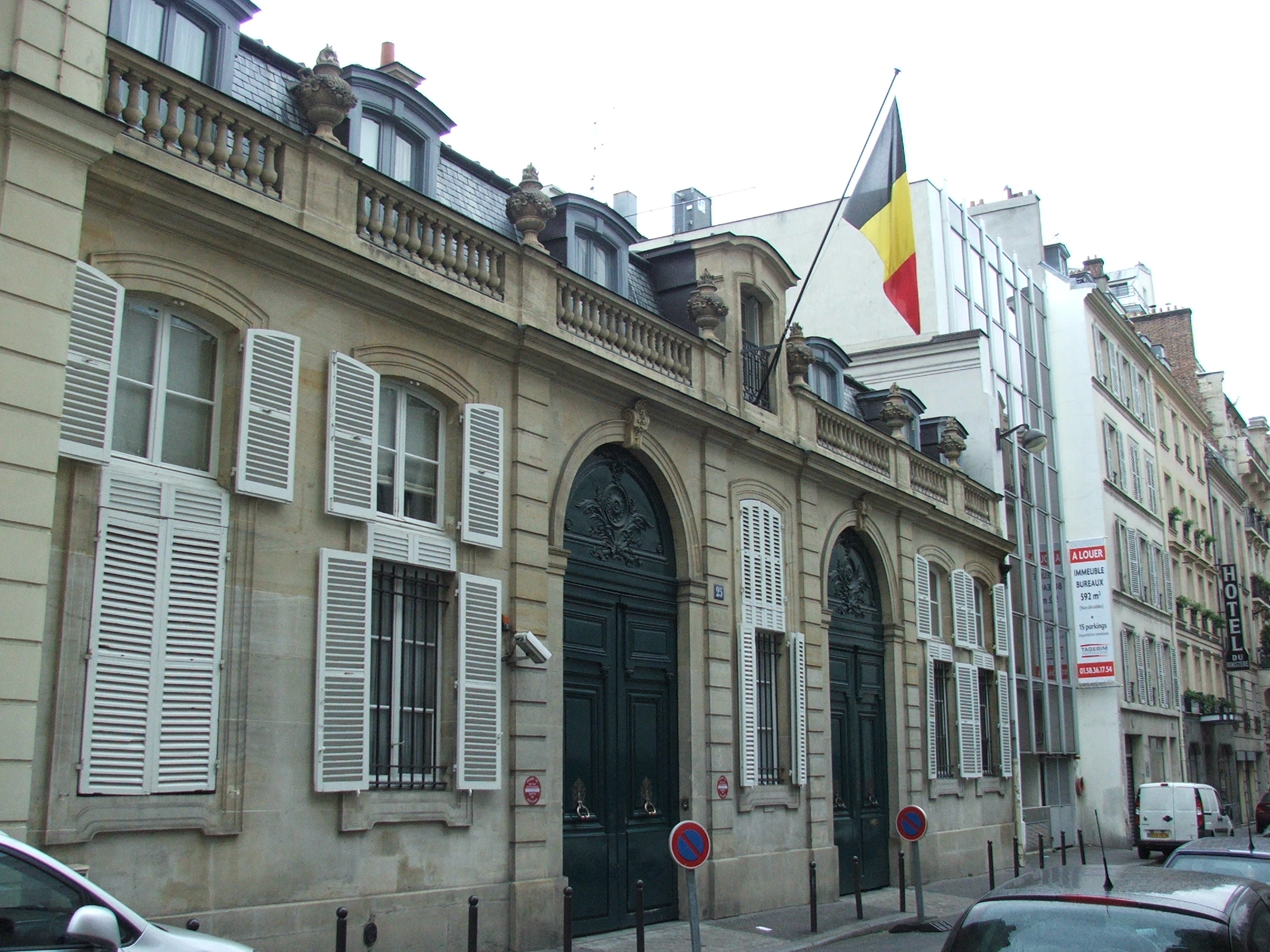
L'hôtel de La Marck - Résidence de l'Ambassadeur de Belgique à Paris.

L’ambassadeur de Belgique en France est le représentant légal le plus important de Belgique auprès du gouvernement français. L'ambassade est située à l'hôtel de La Marck, un hôtel particulier au 25, rue de Surène dans le 8e arrondissement de Paris. 
Hormis le prince Eugène de Ligne, ambassadeur de 1842 à 1848, les représentants diplomatiques de Belgique portent initialement le titre d'« envoyé extraordinaire et ministre plénipotentiaire ». À partir du 15 juillet 1919, le titre d'ambassadeur est adopté définitivement.

## Ambassadeurs successifs

### Titre de ministre plénipotentiaire (1831-1919)
| Nomination/installation | Départ          | Ambassadeur       | Envoyé de S.M le roi | Envoyé à           | Note |
| ----------------------- | --------------- | ----------------- | -------------------- | ------------------ | --- |
| 3 août 1831             | 23 février 1842 | Charles Le Hon    | Léopold Ier          | Louis-Philippe Ier | Envoyé extraordinaire et ministre plénipotentiaire. Comte.                                                                                    |
| 9 novembre 1842         | 20 juin 1848    | Eugène de Ligne   | Léopold Ier          | Louis-Philippe Ier | Ambassadeur extraordinaire. Prince. |
| 30 juin 1848            | 8 février 1864  | Firmin Rogier     | Léopold Ier          | Louis-Philippe Ier | Envoyé extraordinaire et ministre plénipotentiaire.                                                                                           |
| 8 février 1864          | 17 juillet 1894 | Eugène Beyens     | Léopold Ier          | Napoléon III       | Envoyé extraordinaire et ministre plénipotentiaire. Baron.                                                                                    |
| 13 novembre 1894        | 18 mai 1903     | Auguste d'Anethan | Léopold II           | Émile Loubet       | Envoyé extraordinaire et ministre plénipotentiaire. Chevalier, né le 17 février 1829 et décédé le 11 juin 1906 à Paris.                       |
| 12 février 1904         | 3 avril 1910    | Alfred Leghait    | Léopold II           | Armand Fallières   | Envoyé extraordinaire et ministre plénipotentiaire. Baron, né le 7 octobre 1841 et décédé le 14 avril 1917 à Paris.                           |
| 15 avril 1910           | 18 août 1916    | Paul Guillaume    | Albert Ier           | Armand Fallières   | Envoyé extraordinaire et ministre plénipotentiaire. Baron, né le 12 janvier 1852 à Saint-Josse-ten-Noode et décédé le 23 avril 1918 à Menton. |

### Titre d'ambassadeur (depuis 1919)
| Nomination/installation | Départ          | Ambassadeur                        | Envoyé de S.M le roi | Envoyé à                 | Note |  |
| ----------------------- | --------------- | ---------------------------------- | -------------------- | ------------------------ | --- |  |
| 25 août 1916            | 20 juillet 1935 | Edmond de Gaiffier d'Hestroy       | Albert Ier           | Raymond Poincaré         | Baron, né le 20 juillet 1866 et décédé le 20 juillet 1935. Il fut directeur général de la Politique de 1912 à 1916 et le premier ambassadeur de Belgique en France le 15 juillet 1919. |  |
| 5 novembre 1935         | mars 1938       | André de Kerchove de Denterghem    | Léopold III          | Léon Blum                | Ambassadeur. Comte. |  |
| 19 mai 1938             | 5 août 1941     | Pol Le Tellier                     | Léopold III          | Albert Lebrun            | Né le 2 mai 1870 à Louvain et décédé à Vichy le 5 août 1941. |  |
| 20 décembre 1944        | 31 mars 1959    | Jules Guillaume                    | Charles de Belgique  | Charles de Gaulle        | Baron. |  |
| 23 avril 1959           | 30 juin 1966    | Marcel-Henri Jaspar                | Baudouin             | Charles de Gaulle        | |  |
| 1er octobre 1966        | janvier 1973    | Robert Rothschild                  | Baudouin             | Georges Pompidou         | Baron. |  |
| 27 février 1973         | 1976            | Charles de Kerchove de Denterghem  | Baudouin             | Georges Pompidou         | Comte. |  |
| 23 décembre 1976        | 1979            | Werner de Merode                   | Baudouin             | Valéry Giscard d'Estaing | Prince. |  |
| 25 octobre 1979         | 1984            | Alexandre Paternotte de la Vaillée | Baudouin             | Valéry Giscard d'Estaing | Baron |  |
| 20 février 1985         | 1986            | Eugène Rittweger de Moor           | Baudouin             | François Mitterrand      | Baron |  |
| novembre 1986           | juin 1989       | Luc Smolderen                      | Baudouin             | François Mitterrand      | |  |
| 9 juin 1989             | octobre 1996    | Alfred Cahen                       | Baudouin             | François Mitterrand      | |  |
| 25 octobre 1996         | 14 juin 2001    | Alain Rens                         | Albert II            | Jacques Chirac           | |  |
| 21 juin 2001            | 29 mars 2005    | Pierre-Étienne Champenois          | Albert II            | Jacques Chirac           | |  |
| mars 2005               | 31 août 2007    | Pierre-Dominique Schmidt           | Albert II            | Jacques Chirac           | Rappelé à la suite de détournement de fonds allégués. |  |
| octobre 2007            | décembre 2010   | Baudouin de la Kethulle de Ryhove  | Albert II            | Nicolas Sarkozy          | Chevalier. |  |
| 22 décembre 2010        | 19 mai 2015     | Patrick Vercauteren Drubbel        | Albert II            | Nicolas Sarkozy          | |  |
| 8 septembre 2015        | 2 décembre 2018 | Vincent Mertens de Wilmars         | Philippe             | François Hollande        | |  |
| 3 décembre 2018         | août 2023       | François de Kerchove d'Exaerde     | Philippe             | Emmanuel Macron          | |  |
| septembre 2023          | en fonction     | Jo Indekeu                         | Philippe             | Emmanuel Macron          | |  |

## Sources